# Alekseï Negodaylo
Alekseï Negodaylo est un bobeur russe né le 28 mai 1989. Il a remporté avec Dmitry Trunenkov, Alekseï Voïevoda et Aleksandr Zubkov la médaille d'or de l'épreuve du bob à quatre aux Jeux olympiques de 2014, à Sotchi, en Russie. Ils sont cependant disqualifiés pour dopage en novembre 2017.

## Palmarès

### Jeux Olympiques
- : médaillé d'or en bob à 4 aux JO 2014.

### Championnats monde
- : médaillé d'argent en bob à 4 aux championnats monde de 2013.

### Coupe du monde
- 10 podiums  : 
  - en bob à 4 : 5 victoires, 2 deuxièmes places et 3 troisièmes places.

#### Détails des victoires en Coupe du monde
| Édition   | Bob à 2 | Bob à 4                                             |
| 2012-2013 |         | Lake Placid Park City Whistler Winterberg Königssee |